# Strong (Pennsylvanie)
Pour les articles homonymes, voir Strong.
 (août 2025).
Strong est une census-designated place située dans le comté de Northumberland, dans l’État de Pennsylvanie, aux États-Unis. Lors du recensement de 2020, elle compte 106 habitants.